# 乌瓦尔多·菲洛尔
乌瓦尔多·菲洛尔（Ubaldo Fillol），全名乌瓦尔多·马蒂尔多·菲洛尔（Ubaldo Matildo Fillol，发音[uˈβaldo maˈtildo fiˈʒol]，1950年7月21日—），阿根廷足球运动员，教练。乌瓦尔多·菲洛尔于1974年、1978年、1982年三次参加世界杯足球赛。
1977年，获得阿根廷年度最佳球员，成为首位获此殊荣的守门员。